# Michel Ansermet
Michel Ansermet (n. 20 februarie 1965) este un trăgător de tir ce a reprezentat Elveția, medaliat olimpic. A participat la două ediții ale Jocurilor Olimpice (1996, 2000) în care a câștigat o medalie de argint.